# Leucogrammolycus brychios
Leucogrammolycus brychios es una especie de pez de la familia de los Zoarcidae en el orden de los perciformes.

## Morfología
- Los machos pueden llegar a alcanzar los 19,8 cm de longitud total y las hembras 20.5.
- Número de vértebras: 85-92.[1]

## Hábitat
Es un pez de mar, de clima templado y asociado a los arrecifes de coral que vive entre los 490-632 m de profundidad.

## Distribución geográfica
Se encuentra en el Brasil. 

## Observaciones
Es inofensivo para los humanos. 